# Instituti i Statistikës

Logo

Das Statistikinstitut in Albanien (albanisch Instituti i Statistikës, kurz INSTAT) ist der Statistische Dienst, der die amtliche Statistik des Landes erstellt. Es wurde am 13. Januar 1945 gegründet und befindet sich in der Hauptstadt Tirana.

## Geschichte
Vor der Gründung Albaniens 1912 gab es im Land keinen statistischen Dienst. 1924 wurde dann ein Statistikbüro im Ministerium für Straßenunterhalt und Landwirtschaft eröffnet. Die Tätigkeiten dieses Büros waren in den landwirtschaftlichen Inventaren eingegrenzt, welche die Anzahl der Bauern sowie die Art und Menge der Landnutzung mit Pflanzen und Vieh erfasste. Oberflächlich wurden auch Statistiken über Industrie, Handel, Export-Import und Preise geführt. Am 8. April 1940 wurde der statistische Dienst in Albanien durch das Dekret Nr. 121 erstmals institutionalisiert.
Am 13. Januar 1945 wurde beschlossen, die Abteilung für Statistik direkt dem Ministerrat zu unterstellen.
| Name             | von  | bis  |
| ---------------- | ---- | ---- |
| Pirro Dishnica   | 1991 | 1992 |
| Milva Ekonomi    | 1993 | 2005 |
| Gerta Picari     | 2005 | 2006 |
| Ines Nurja       | 2006 | 2013 |
| Gjergji Filipi   | 2013 | 2015 |
| Mirela Muça      | 2015 | 2017 |
| Delina Ibrahimaj | 2017 | 2019 |
| Elsa Dhuli       | 2019 |      |

Heute richtet sich die Tätigkeit des Statistikinstituts nach dem Gesetz Nr. 9180 vom 5. Februar 2004.
Volkszählungen fanden 1923, 1930, 1945, 1950, 1955, 1960, 1969, 1979, 1989, 2001, 2011 und 2023 (verspätet wegen Corona) statt.

## Aufgaben
Die Funktion und Aufgaben von INSTAT sind im Gesetz vom Jahr 2004 definiert. Unter anderem ist das Institut für die Durchführung von Volkszählungen (2001 und 2011) und wirtschaftlichen Erhebungen zuständig. Aber auch in den Gebieten von Bildung, Landwirtschaft, Familienbudget, Preise, Energie, Wirtschaftsinformationen für Unternehmen, Kultur, volkswirtschaftliche Gesamtrechnungen, Umwelt, Baugewerbe, Niveau des Lebens, Gehälter und Einkommen, Bevölkerung, Post und Telekommunikation, statistische Registrierung von Unternehmen, Gesundheit, Sozialversicherung, Sozialschutz, Verbraucherausgaben, Finanz- und Bankstatistiken, Familieneinkommen, Transport, Außenhandel, Arbeitsmarkt und Tourismus werden von INSTAT Statistiken erhoben und veröffentlicht.